# Свадьба Кречинского (фильм, 1908)
«Свадьба Кречинского» (1908) — один из первых российских короткометражных игровых художественных немых фильмов. Фильм сохранился не полностью.

## Сюжет
Фильм воспроизводит отдельные сцены из комедии А. В. Сухово-Кобылина «Свадьба Кречинского» по мизансценам постановки Александринского театра.

Центральное лицо комедии, Кречинский, великосветский игрок и шулер, ведущий игру на краплёные карты, выдающий себя за богача, успел влюбить в себя молодую дочь провинциального помещика Муромского и получил согласие на брак; Кречинский переживает самый тяжёлый период своей жизни: всё заложено, кредиторы давят его, каждую минуту он ждёт исключения из клуба, и тогда конец надеждам на брак, на полуторамиллионное приданое невесты, на широкую карточную игру.
Ему нужно десять дней, только десять дней, чтоб стать обладателем богатства Муромских, но для того, чтобы продержаться эти десять дней, надо хотя бы три-четыре тысячи рублей.
И когда все планы добыть денег лопаются, Кречинский ставит последний козырь.
Своего приспешника, ведущего игру на краплёных картах — Расплюева, он отправляет к своей невесте с поручением взять у неё, якобы для проверки пари, её драгоценную булавку, которую несколько месяцев тому назад Кречинский сам отдавал в оправу и сохранил её модель.
— Виктория, виктория! — кричит Расплюев, высоко держа полученную от Муромской булавку.
Кречинский прячет в бумажник драгоценную булавку и простую модель её и, обращаясь к Расплюеву, говорит: «Ну, Расплюев! Теперь бежать…»
Расплюев, живущий и мыслящий Кречинским, готов бежать, он торопливо бегает по комнате, уже вытаскивает чемодан, и когда Расплюев требует себе шубу, Кречинский резко осаживает его:
— Нет, любезный, тебе не шубу, а, по всей справедливости, серую сибирку с бубновым тузом на спине!
И уходя, бросает слуге: «Фёдор! Не выпускай его отсюда, слышишь?»
За миг перед тем торжествовавший Расплюев сразу теряет свой апломб, он вопит, бросается на дверь, но, оттолкнутый слугой, кричит: «Да это… стало, разбой!.. Измена! Ай, измена!» — и с криком: «Режут, ох, режут!.. Караул!.. Караул!..» — бросается в дверь.
Благоразумие опять возвращается к Расплюеву, он понимает, что кричать ему не полезно. «Шш… что я! На себя-то. Сейчас налетят орлы…» — успокаивает он себя и молит слугу Фёдора отпустить его.
И когда ни мольбы, ни угрозы тюрьмой не действуют на старого слугу, Расплюев бросается на него, но, схваченный Фёдором, валится на диван.
— Ох, ох, ох! Оставь! Смерть моя, смерть! — стонет Расплюев, и победитель Фёдор важно изрекает: «Не приказано, так сиди смирно».
— Рожа, рожа-то какая! — указывает на него Расплюев. — Стал опять в дверях, как столб какой, ему и нуждушки нет.
Раздается звонок, и Расплюев в ужасе мечется по комнате. «Полиция в доме, полиция! Идут!! Ух!! Ух!!» — вопит Расплюев и мечется по комнате.
Но вместо полиции является торжествующий Кречинский, успевший под видом драгоценной булавки заложить простую модель.
И Расплюев вновь оживает: он увлекается пересчитыванием денег и никак не может понять, как это имеется и булавка, и деньги.

— Гончая собака — Расплюев, а чутья у тебя нет… Эх ты! — говорит Кречинский, уходя на новые дела, чтобы наконец всё-таки запутаться в своих же сетях.— «Изложение сюжета из журнала «Вестник кинематографов в Санкт-Петербурге» (1908, № 4, с. 6—8)» 

## Критика
Игра таких выдающихся артистов, как Давыдов, Гарлин и Новинский, придаёт этой всегда современной комедии особый интерес.

В. Н. Давыдов настолько реален, что, право, так и слышится его голос.— «Вестник кинематографов в Санкт-Петербурге», 1908. № 3. 5

## Роли
- А. Новинский — Михаил Васильевич Кречинский
- Владимир Давыдов — Иван Антонович Расплюев
- В. Гарлин — Фёдор, камердинер Кречинского

## Интересные факты
- Премьера фильма состоялась 16 (29) ноября 1908 года.
- Метраж фильма — 125 метров.